# Francesco da Sangallo
Pour les autres membres de la famille, voir Da Sangallo.
Francesco da Sangallo « Giamberti » (né à Florence, le 1er mars 1494 - mort à Florence, le 17 février 1576) est un sculpteur de la Renaissance tardive de l'école florentine, le fils de l'architecte et sculpteur Giuliano da Sangallo et le petit-fils de Francesco Giamberti, musicien de Cosme de Médicis.

## Biographie
Il a six ans quand son père Giuliano da Sangallo achève la coupole de Lorette sur le modèle brunelleschien, Lorette où travailla son cousin germain Antonio da Sangallo le jeune puis suit son père à Rome quatre ans plus tard.
En 1506 avec son père et Michel-Ange, il assiste à la découverte de la statue de Laocoon, événement qu'il consigne dans une lettre de 1567.
Élève d'Andrea Sansovino, il se distingue de son maître pour le titanisme de Michel-Ange.
La sculpture la plus ancienne qui lui est attribuée est la Vergine con Bambino e Sant'Anna, qui décore un autel de l'église Orsanmichele à Florence.
Il travaille au chantier de la Basilique Saint-Pierre du Vatican à Rome, en devenant maître d'œuvre en 1542 et l'année suivante un de ceux de Santa Maria del Fiore à Florence, où il contribue à la réalisation du sol en marbre.
Parmi ses sculptures, on notera deux statues votives en marbre, son autoportrait et le portrait de Francesco del Fede (1575) à l'église Santa Maria Primerana à Fiesole (1542), le monument de la tombe de l'évêque de Côme Paolo Giovio au cloître de  San Lorenzo et l'effigie de l'évêque Leonardo Bonafede sur le pavement de l'église de la  Chartreuse de Galluzzo (Certosa di Firenze).

## Œuvres
- Sarcophage figuré (dans la pose du banquet étrusque) d'Angelo Marzi de Médicis, Santissima Annunziata, Florence[1]
- Musée national du Bargello à Florence :
  - Statue de saint Jean-Baptiste
  - Buste de Jean de Médicis (~1526), marbre de  47 cm
- Le gisant au sol de Leonardo Bonafede dans la Certosa di Galluzzo (Florence)
- British Museum, médaille à l'effigie de Paolo Giovio (1552), bronze

## Galerie

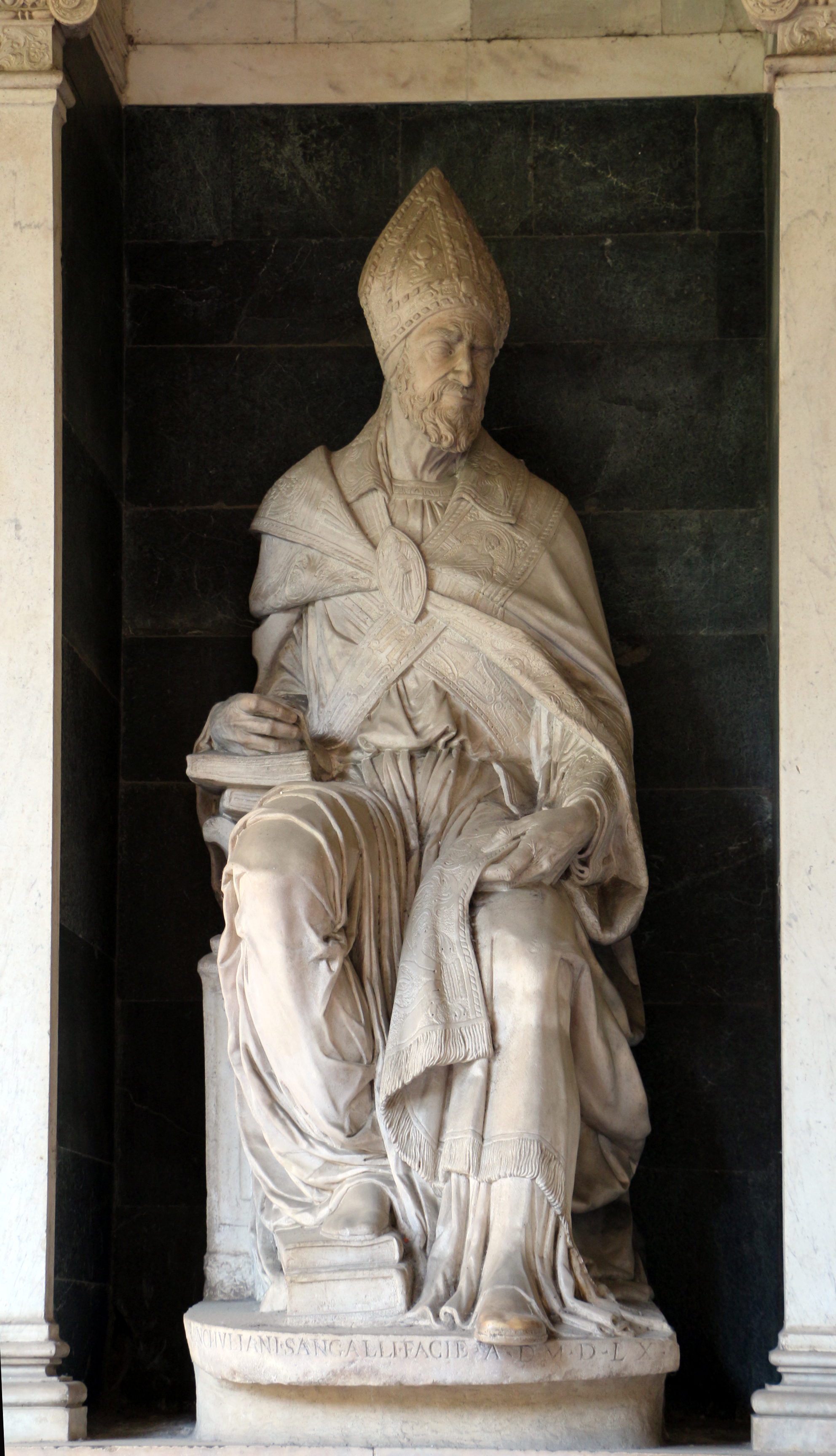
Monument à Paul Jove, 1513
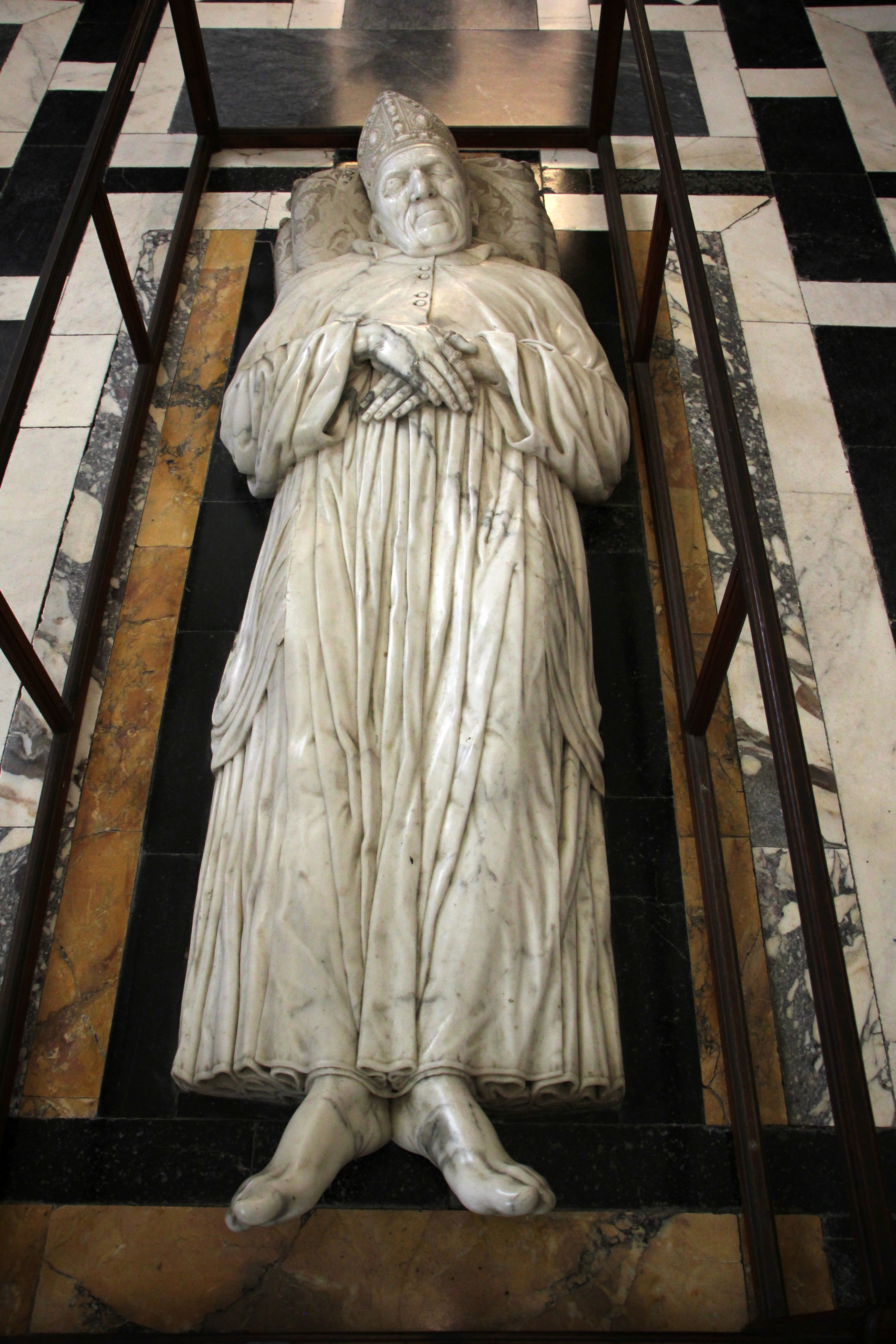
Sépulture de Leonardo Bonafede
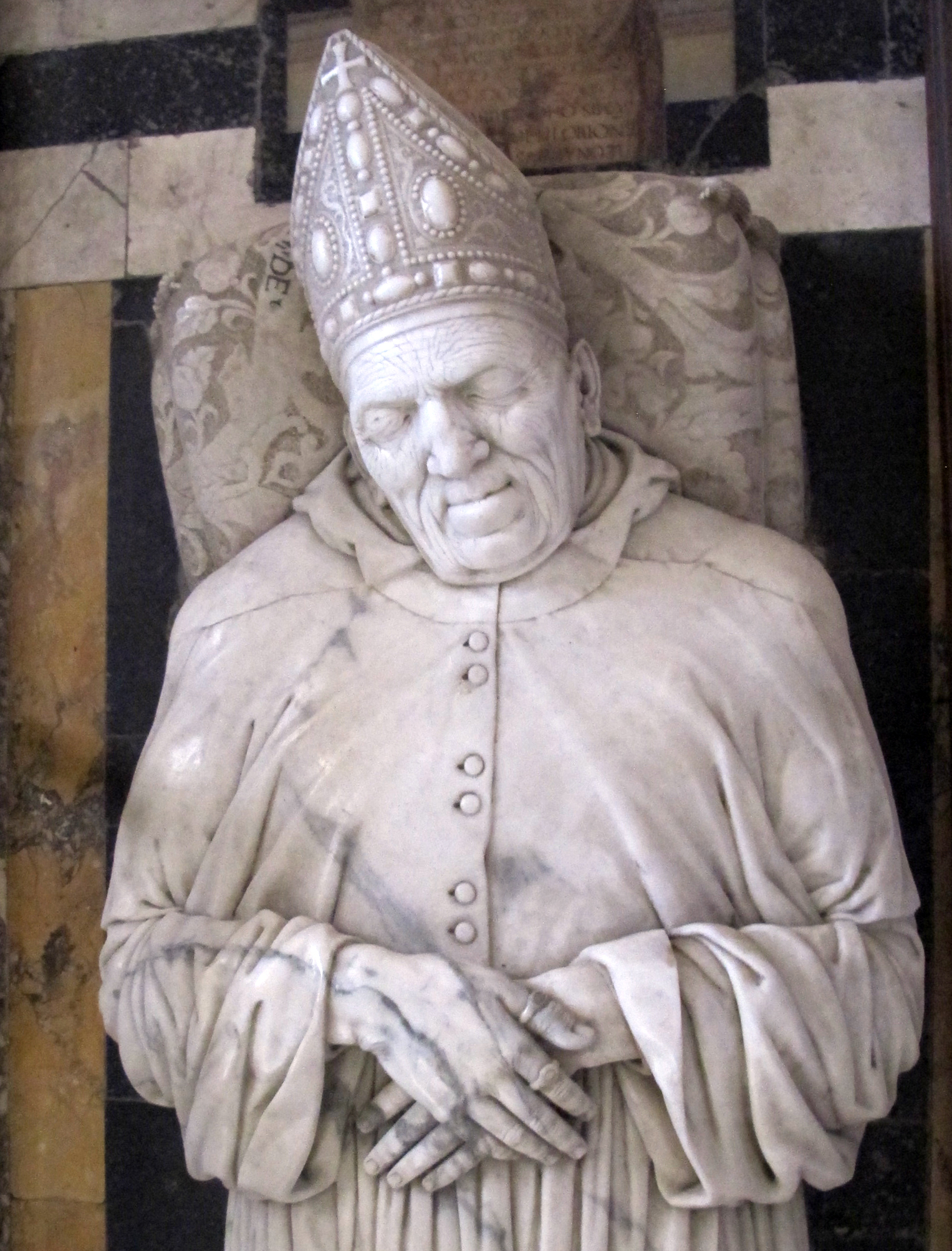
détail de la tombe de Leonardo Bonafede
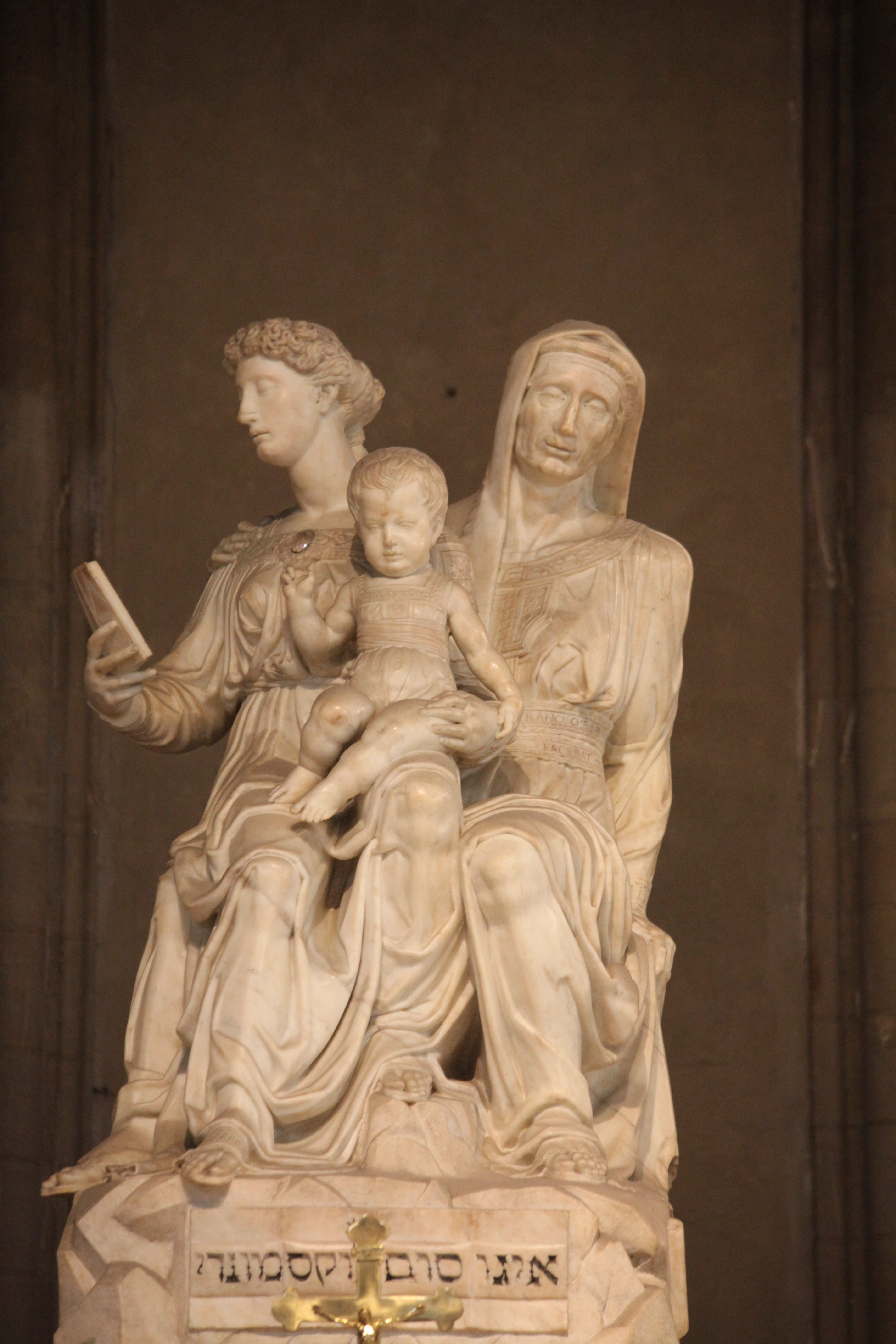
Sainte Anne, Sainte Marie et l’Enfant, sculpture pour l’Autel d’Orsanmichele à Florence, 1526 env.
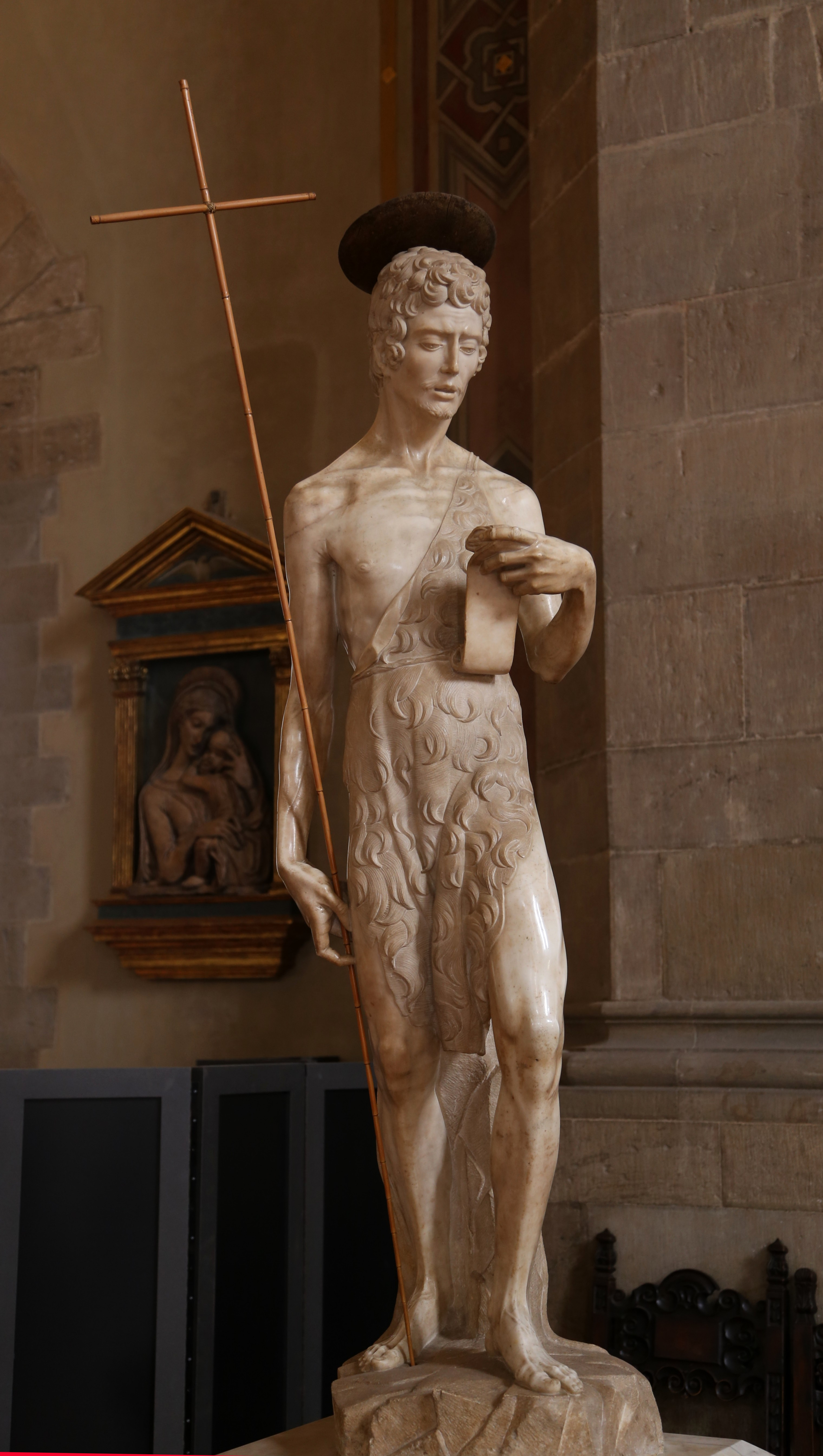
Le Saint Jean Baptiste du Bargello